# Mürlenbach
 Mürlenbach là một đô thị thuộc huyện Vulkaneifel, bang Rheinland-Pfalz, phía tây nước Đức giữa hai thị xã Gerolstein và Bitburg.
Mürlenbach nằm bên sông Kyll chảy vào sông Moselle. Đây là một địa điểm du lịch với các công trình thời Trung cổ, gồm một toà lâu đài nằm trong một thung lũng.